# Prionolabis poliochroa
Prionolabis poliochroa är en tvåvingeart som först beskrevs av Alexander 1940.  Prionolabis poliochroa ingår i släktet Prionolabis och familjen småharkrankar. Inga underarter finns listade i Catalogue of Life.